# فرد أندروود
فرد أندروود (بالإنجليزية: Fred Underwood)‏ هو لاعب كرة قاعدة أمريكي، ولد في 14 أكتوبر 1868 في مقاطعة سانت لويس في الولايات المتحدة، وتوفي في 26 يناير 1906 في كانساس سيتي في الولايات المتحدة.